# سریر-سور-ان
سریر-سور-ان (به فرانسوی: Serrières-sur-Ain) یک کمون در فرانسه است که در Canton of Izernore واقع شده‌است.

## خصوصیات
سریر-سور-ان ۸٫۱۸ کیلومترمربع مساحت و ۱۱۶ نفر جمعیت دارد و ۲۴۵ متر بالاتر از سطح دریا واقع شده‌است.